# Селіна Жень
Селіна Жень, справжнє ім'я Жень Цзясюань (кит. трад. 任家萱, піньїнь: Rén Jiāxuān, нар. 1981) — тайванська співачка, входить до складу гурту S.H.E. Народилася у Тайпеї, Тайвань, у сім'ї вихідців з Дачуаня, Сичуань, Китай. 11 червня 2004, вона закінчила Національний педагогічний університет Тайваню зі ступенем бакалавра за спеціальністю Громадянська освіта та лідерство. У вересні 2006 вийшла її книга Селіна любить бісероплетіння (愛的小珠珠), яка навчає читачів використанню бісеру в дизайні. 22 жовтня 2010 року Селіна отримала поранення вибухом унаслідок нещасного випадку на зйомках серіалу «У мене побачення з весни» (我和春天有个约会) разом з Yu Haoming. Понад 54 % тіла Селіни отримали опіки третього ступеня і вона потребувала пересадку шкіри. Її сестра, Лорен Жень, актриса та співачка.

## Кар'єра
8 серпня 2000 HIM International Music провели конкурс «Universal 2000 Talent and Beauty Girl Contest» у пошуках нових артистів для свого лейблу. Молодша сестра Селіни (Lorene Ren) дуже хотіла взяти в ньому участь, але була занадто молодою. Замість неї участь у конкурсі взяла Селіна. З близько 1000 конкурсанток до «Cruel Stage» раунду потрапило семеро. З них троє стали учасницями гурту S.H.E.
Після конкурсу семеро конкурсантів пройшли прослуховування у звукозаписній компанії. Селіна Жень була фактичним переможцем. Вона привернула увагу суддів у першому раунді композицією Коко Лі «Before I Fall In Love», а у фіналі виконала «The Closest Stranger». Селіна Жень також виконувала композицію «Reflection» Крістіни Агілери. Через нервозність у фінальному раунді Селіну Жень викликали двічі, і коли її оголосили переможцем, вона сумнівалася, бо були й інші учасники, яких не викликали. Тим не менше, зі всіма трьома майбутніми учасниками гурту S.H.E HIM International Music підписав контракти разом.
Ім'я Селіна було обрано для неї компанією після проходження персонального тесту і означає «лагідність». Ім'я «Selina» спочатку мало два написання: Selina та Selena. Жень Чіа-Сюань обрала «Selina», просто тому, що можна поставити крапку над i.
У 2015, Селіна випустила свій перший альбом <3.1415>.

## Дискографія

### Студійні альбоми
| № | Назва альбому | Дата виходу  | Лейбл                   |
| - | ------------- | ------------ | ----------------------- |
| 1 | 3.1415        | 9 січня 2015 | HIM International Music |

### Міні-альбоми
| № | Назва альбому     | Дата виходу    | Лейбл                   |
| - | ----------------- | -------------- | ----------------------- |
| 1 | Dream a New Dream | 16 грудня 2011 | HIM International Music |

## Співробітництво
Селіна співала дуетом із Танком, солістом HIM (獨唱情歌 «Solo Love Song»), а також з Leehom Wang (你是我心内的一首歌 «You Are The Song Inside My Heart»). Співпраця з Lee-Hom була настільки успішною, що з'явилися чутки, наче Селіна його спокусила. На прес-конференції Селіна зі сльозами спростувала це, а також те, що наче б то вона отримала автомобіль від Huang Zi Jiao.

## Особисте життя
29 травня 2010 року, під час концерту на Тайбей Арені, Селіна зізналася ЗМІ, що адвокат Річард Чанг (张承中) був її бойфрендом. Було оголошено, що вони одружаться у квітні 2011. Однак їх шлюб було відкладено через щільний графік Селіни а потім й через аварію в жовтні. Пара побралася 31 жовтня 2011 року. Чанг   was postponed because of Selina's schedule and her accident in October. The couple finally married on 31 October 2011. Chang оголосив про свій намір балотуватися до Законодавчої Ради у вересні 2015.
22 жовтня 2010, Селіна отримала опіки третього ступеня на 54 % тіла, здебільшого спини та ніг, під час зйомок в Шанхаї музичного фільму «У мене побачення з весни» (我和春天有个约会). Селіна покинула лікарню 19 січня і провела прес-конференцію, де заявила, що з нею все гаразд, і вона повертається до S.H.E.
В дитинстві Селіна не любила собак, але після знайомства з Hebe Tian та Еллою Чен із S.H.E, які мали собак, вона завела собаку й в себе. Її собаку звати Пінкі, що вказує на те, що їй подобається рожевий. Селіна має 163 см зросту та 45 кг ваги.